# Johann Berger (Politiker, 1869)
Johann Berger (* 7. April 1869 in Berging, Viehdorf, Niederösterreich; † 30. März 1941 in Krems an der Donau, Niederösterreich) war ein österreichischer Politiker der Christlichsozialen Partei (CSP).

## Ausbildung und Beruf
Nach dem Besuch der Volks- und Bürgerschule wurde er Steuerbeamter.

## Politische Funktionen
- Mitglied des Gemeinderates der Stadt Krems
- Obmann der CSP Krems

## Politische Mandate
- 13. Dezember 1928 bis 1. Oktober 1930: Abgeordneter zum Nationalrat (III. Gesetzgebungsperiode), CSP